# Bernard Perquin
Henricus Bernardus Sebastianus Gijsbertus (Bernard) Perquin (Arnhem, 3 maart 1830 – aldaar, 5 augustus 1884) was een Nederlands trombonist en componist.
Hij werd geboren binnen het gezin van de Tielse muziekmeester Johannes Perquin en Anna Johanna Wilhelmina Rabeling. Hijzelf trouwde met Johanna Maria van Alken. De uit dat huwelijk voortkomende Henriëtte Bernardina haalde in 1888 de examens van de Nederlandsche Toonkunstenaars-Vereeniging voor piano, maar een verdere loopbaan daarin kwam niet van de grond.
B. Perquin was een van de centrale mensen in het tot stand komen en in stand houden van een beroepsmatig orkestleven in en om Arnhem. Hij was onder meer vanaf 1878 de eerste directeur van zangvereniging Aurora aldaar en werd opgevolgd door Cornelis Hendrik Coster. Zij schakelden voor hun concerten dikwijls het orkest van het achtste Regiment Infanterie in. Een deel van de musici en ook hun dirigent namen later plaats in de Arnhemsche Orkest Vereeniging.
Hij vormde samen met Hendrik Arnoldus Meijroos, J.K.E. Koolhaas Arinken en H.J. Kalshoven de Kwartet-Vereeniging (kamermuziek), dat regelmatig concerten in en om Arnhem gaf.
Enkele concerten:
- februari 1850: Arnhem; concert onder leiding van Christof Rijk Marx
- 10 april 1876: Musis Sacrum: deel uit het sextet opus 25 van Heinrich Hoffmann

Hij schreef ook muziek, van zijn hand zijn bekend:
- een feestcantate uit 1872
- Caprice hongroise
- Rondo capriccioso uit 1863 draagt opus 6
- Concertouverture uit 1865
- Nach dem Abschied uit 1867